# باتمان للأبد
باتمان للأبد (بالإنجليزية: Batman Forever)‏، هو فيلم أمريكي من إنتاج عام 1995، ومبني على سلسلة روايات الكوميكس الشهيرة باتمان، أو الرجل الوطواط. في هذا الجزء يتحد عدوا باتمان ذو الوجهين ورجل الألغاز لمحاربة الرجل الوطواط والإمساك به. الفيلم يعد الثالث في سلسلة أفلام باتمان الشهيرة. قام بإخراج الجزأين السابقين المخرج الشهير تيم برتون، ولكنه في هذا الجزء ترك المهمة للمخرج جويل شوماخر واكتفى هو بالإنتاج.

## أبطال الفيلم
- فال كيلمر في دور بروس واين/باتمان
- نيكول كيدمان في دور د.تشيس ميريديان
- جيم كاري في دور رجل الألغاز
- تومي لي جونز في دور ذو الوجهين

## وصلات خارجية
- باتمان للأبد على موقع IMDb (الإنجليزية)
- باتمان للأبد على موقع ميتاكريتيك (الإنجليزية)
- باتمان للأبد على موقع الموسوعة البريطانية (الإنجليزية)
- باتمان للأبد على موقع روتن توميتوز (الإنجليزية)
- باتمان للأبد على موقع نتفليكس (الإنجليزية)
- باتمان للأبد على موقع قاعدة بيانات الأفلام العربية
- باتمان للأبد على موقع ألو سيني (الفرنسية)
- باتمان للأبد على موقع Turner Classic Movies (الإنجليزية)
- باتمان للأبد على موقع أول موفي (الإنجليزية)
- باتمان للأبد على موقع بوكس أوفيس موجو (الإنجليزية)

1. ↑  وصلة مرجع: http://www.imdb.com/title/tt0112462/. الوصول: 13 مايو 2016.
2. ↑  وصلة مرجع: http://www.metacritic.com/movie/batman-robin. الوصول: 13 مايو 2016.
3. ↑  وصلة مرجع: http://www.allocine.fr/film/fichefilm_gen_cfilm=12858.html. الوصول: 13 مايو 2016.
4. ↑  وصلة مرجع: http://stopklatka.pl/film/batman-forever. الوصول: 13 مايو 2016.
5. ↑  "بوكس أوفيس موجو" (بالإنجليزية). Retrieved 2023-02-14.
6. 1 2  "بوكس أوفيس موجو" (بالإنجليزية). Retrieved 2023-02-14.